# Sistema isolato

Proprietà dei sistemi isolati, chiusi e aperti nello scambio di energia e materia.

In fisica un sistema isolato è un sistema che non interagisce in alcun modo con l'ambiente circostante, ovvero che non scambia massa, né lavoro, né calore  ed, in particolare, la forza esterna totale, agente sul sistema, è nulla.
Per il primo principio della termodinamica, l'energia interna di un sistema isolato rimane costante. Per il secondo principio della termodinamica, l'entropia di un sistema isolato non può diminuire. Un sistema isolato è un caso ideale che, sperimentalmente, si può solo ottenere in maniera approssimata.
L'universo termodinamico (che è l'unione del sistema termodinamico e di un ambiente termodinamico che lo circonda) è per definizione un sistema isolato, come affermato da Rudolf Clausius nel 1865.